# Fatou Kiné Faye
Pour les articles homonymes, voir Faye.
Fatou Kiné Faye, née le 1er décembre 1991, est une escrimeuse sénégalaise.

## Carrière
Fatou Kiné Faye est médaillée de bronze en sabre par équipes aux Championnats d'Afrique d'escrime 2017 au Caire.